# SRAM (ミサイル)

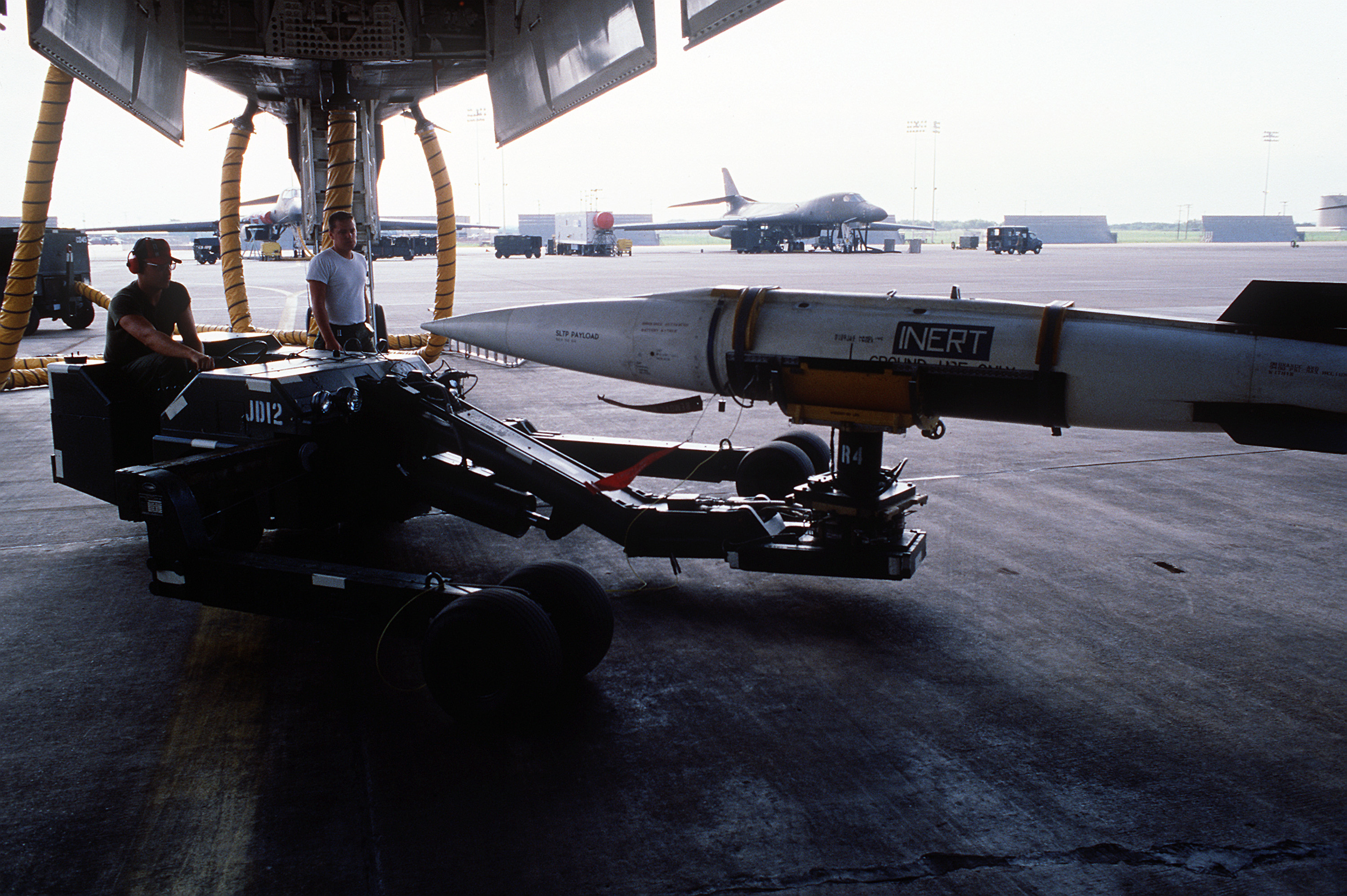
AGM-69A SRAM

SRAM（Short Range Attack Missile）は、冷戦中期から末期にかけてアメリカ空軍が運用していた空対地ミサイル。核ミサイルに分類される。
AGM-28 ハウンド・ドッグ空対地巡航ミサイルの後継として開発されたもので、日本語では「短距離攻撃ミサイル」などと訳される。制式名称はAGM-69。

## 概要

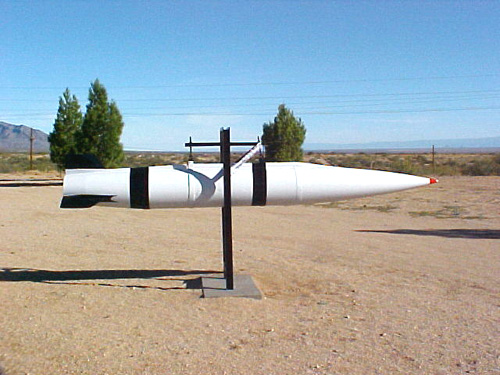
SRAM短距離空対地ミサイル（ホワイトサンズ・ミサイル実験場博物館）

冷戦初期、戦略爆撃機に搭載された核爆弾は自由落下式のものであり、母機は攻撃時に目標上空を通過しなければならず、母機にとって核攻撃を前提とした哨戒任務はきわめて危険なものであった。初期は高高度を飛行することによって迎撃を避けていたが、やがて戦闘機や地対空ミサイルの性能が向上すると、被撃墜の危険性は再度高まった。
このため、目標から離れた場所より発射し、自力飛行する核爆弾、すなわち空対地ミサイルの開発が企図され、それに基づきAGM-28 ハウンド・ドッグが開発された。しかし、ハウンド・ドックは射程こそ約1200kmと優れていたもののサイズは非常に大きく、胴体の爆弾倉に納める事は到底不可能で、巨大なB-52をもってしても主翼下に2発しか携行できなかった。そのためより実用的なシステムの開発が企図され、1964年、戦略航空軍団が開発要件を出し、1966年にボーイング社と契約が結ばれて開発が開始された。
SRAMは、1発の重量が1t程度と、ハウンド・ドッグに比べ非常に小型軽量化されており、B-52の爆弾倉内のロータリー・ランチャーに8発、主翼下パイロンに12発も携行することが可能であった。しかし、エンジンとして固体ロケットモーターを用いているため、速度面ではマッハ1程度だったハウンド・ドックと比べてマッハ3と勝っていたものの、射程は160km程度とターボジェットエンジンを用いるハウンド・ドックと比べて非常に短かった。
こうして開発されたSRAMは1972年から配備が開始され、1975年までに約1,500発が製造された。B-1A向けに改良型のAGM-69Bも計画されたが、B-1A計画の中止と共にAGM-69Bの開発も中止された。その後、冷戦の緩和・終結および機器の老朽化に伴い、1990年に退役した。なお、後継として小型化と射程延長を図ったAGM-131 SRAM IIの開発が1981年に開始されたが、開発費の計画超過や冷戦終結により1991年に開発中止となっている。

## 運用母機
- B-52G/H：最大携行数20発。空気抵抗が大きくなることから、機外搭載の運用は後に取りやめられた[1]。
- B-1B：最大携行数24発。機内3ヶ所のロータリーランチャーに8発ずつ搭載。
- FB-111：最大携行数6発。機内に2発、主翼下に4発搭載。

## 要目
- 全長：4.27m
- 直径：0.45m
- 重量：約1t
- 射程：160km
- エンジン：固体燃料ロケット
- 弾頭：W69 熱核弾頭（核出力：170-200kt[2]）
- 最大速度：マッハ3

## 登場作品
『機動警察パトレイバー アーリーデイズ』
第6話「二課の一番長い日（後編）」に登場。自衛隊のクーデター部隊によって日本政府に対して自らの要求を飲ませる切り札として在日米軍から実弾が盗み出され、シージャックした洋上のフェリーに内蔵したランチャーが設置される。最後は特車二課によってフェリーが急襲されたことで、クーデター部隊の指導者によって東京を目標に発射されかけるが、寸前で特車二課に阻止・破壊された。